# EDS Montluçon
EDS Montluçon is een Franse voetbalclub uit Montluçon. De club speelde 9 seizoenen in de Divison 2.

## Geschiedenis
De club werd opgericht in 1934. In 1950 promoveerde de club naar de derde klasse, maar degradeerde meteen weer. In 1959 promoveerde Montluçon opnieuw en werd nu een vaste waarde. Van 1963 tot 1970 eindigde de club steevast in de top 4 en bereikte drie keer de 1/16de finales van de Coupe de France. In 1970 promoveerde de club naar de tweede klasse en werd vierde in het eerste seizoen. Daarna speelde de club met wisselend succes verder in de Division 2 tot 1976. Na twee seizoenen afwezigheid keerde Étoile terug voor vier seizoenen, een negende plaats in 1979 was het beste resultaat.
Na twee degradaties op rij verzeilde de club in de vierde klasse. Na twee seizoenen promoveerde de club weer en speelde lange tijd in de derde klasse, maar zakte dan weg naar de vijfde klasse. In 2005 promoveerde de club naar de CFA (vierde klasse). In 2010 degradeerde de club verder weg.